# Pierre Dupont de l'Étang
Conte Pierre-Antoine Dupont de l'Étang (Chabanais, 4 luglio 1765 – Parigi, 9 marzo 1840) è stato un generale e politico francese che combatté nelle guerre rivoluzionarie francesi e nelle guerre napoleoniche, diventando poi una figura politica della restaurazione borbonica.

## Biografia

### Guerre rivoluzionarie
Nato a Chabanais, Charente, prese servizio attivo per la prima volta durante le guerre rivoluzionarie francesi, come membro della legione Maillebois nei Paesi Bassi, e nel 1791 fece parte dell'esercito del nord sotto il comando del generale Theobald Dillon.
Si distinse nella battaglia di Valmy, e nei combattimenti attorno a Menen nel corso della campagna del 1793 obbligò un reggimento austriaco ad arrendersi. Promosso brigadiere generale per quanto fatto, ricevette una nuova promozione da Lazare Carnot, il quale ne riconobbe le capacità. Nel 1797 divenne generale di divisione.
L'ascesa di Napoleone Bonaparte, che egli sostenne nel colpo di Stato del 18 brumaio (novembre 1799), gli offrì nuove possibilità sotto il Consolato e l'impero. Nelle campagne del 1800 fu capo di stato maggiore di Louis Alexandre Berthier, capo dell'esercito di Peierve dell'Ains che aveva vinto la battaglia di Marengo. In seguito ottenne la vittoria in una battaglia combattuta contro forze numericamente molto superiori, a Pozzolo. Il 23 giugno 1800 egli fu nominato dal Primo Console Ministro straordinario della Repubblica francese per il Piemonte e s'installò a Torino, ma già a metà agosto venne sostituito nell'incarico dal generale Jourdan.

### Guerre napoleoniche
Nella campagna sul Danubio del 1805, come comandante di una delle divisioni di Michel Ney, si distinse ulteriormente, soprattutto nella battaglia di Haslach-Jungingen (Albeck), in cui evitò la fuga degli austriaci da Ulma, contribuendo al loro isolamento e alla successiva cattura di Karl Mack von Leiberich e del suo intero esercito. Si distinse anche nella battaglia di Friedland.
Con un curriculum di successi che in pochi potevano vantare, entrò in Spagna nel 1808 alla testa di corpi misti formati da battaglioni improvvisati e truppe svizzere separatesi dagli antichi alleati. Dopo l'occupazione di Madrid Dupont, appena nominato conte da Napoleone, fu mandato con i suoi uomini a sottomettere l'Andalusia. Dopo qualche successo iniziale si dovette ritirare verso i passi della Sierra Morena. Inseguito e isolato da un esercito spagnolo guidato dal duca di Castaños, i suoi uomini furono sconfitti nella battaglia di Bailén dopo che gli svizzeri ebbero disertato per tornare con i vecchi alleati. Gravemente ferito all'anca, Dupont fu costretto ad arrendersi. Nonostante tutto, Dupont inviò ordini segreti al generale Vedel per permettergli di fuggire con la propria divisione, stanziata all'esterno della trappola spagnola. Quando gli spagnoli lo scoprirono, minacciarono di massacrare tutti i suoi uomini se Vedel non si fosse arreso, cosa che Vedel fece. 17.600 soldati francesi deposero le armi. Madrid cadde in mano alle forze di insurrezione spagnole, il che obbligò ben presto Napoleone a intervenire con la sua Grande Armata per risolvere la situazione.

### Disgrazia e restaurazione borbonica
Dupont finì col perdere la considerazione dell'imperatore, e non si tenne conto del fatto che le sue truppe erano in gran parte cadetti, e che la sfortuna aveva contribuito materialmente alla catastrofe. Dopo il ritorno in Francia, Dupont fu mandato davanti alla corte marziale, privato di grado e titoli, e imprigionato presso il fort de Joux dal 1812 al 1814.
Liberato solo all'inizio della prima restaurazione, fu impiegato da Luigi XVIII come comandante militare, compito che perse durante il ritorno di Napoleone nel corso dei Cento giorni. La seconda restaurazione lo vide rientrare nell'esercito, ed essere nominato membro del Consiglio di Stato di Luigi XVIII. Tra aprile e dicembre 1814 fu ministro della guerra, ma le sue politiche reazionarie obbligarono il re a richiamarlo. Dal 1815 al 1830 Dupont fu deputato per Charente. Visse in ritiro, lavorando alle sue memorie, dal 1832 alla morte, avvenuta nel 1840.

## Opere

### Trattati militari
- Opinion sur le nouveau mode de recrutement (1818)
- Lettres sur l'Espagne en 1808 (1823)
- Lettre sur la campagne d'Autriche (1826)

### Altro
- Poemi, compreso L'Art de la guerre, poème en dix chants (1838) e traduzioni di versi da Orazio e Omero (1836).
- Alla sua morte stava per pubblicare le sue Memorie.

## Nella cultura di massa
La serie di scontri combattuti da Dupont contro Fournier-Sarlovèze fu l'ispirazione del breve racconto scritto da Conrad, poi trasformato a sua volta da Ridley Scott nel suo primo film da regista, I duellanti (1977).